# Torre del Leone
La torre del Leone era una delle  torri che si ergevano nelle mura medievali di Pisa.

## Storia e descrizione
Oggi la torre si presenta alla stessa altezza delle mura, avendo subito la stessa sorte di altre torri cittadine con l'occupazione fiorentina del 1406: all'epoca era usuale abbattere le torri della città presa in quanto simbolo di potere.
Il nome deriva da una scultura probabilmente etrusca rappresentante un leone. Tale statua era posta originariamente in una nicchia fuori dalle mura a fianco alla torre stessa.
La torre si può vedere dall'interno di piazza del Duomo, ed è attigua alla porta omonima oramai chiusa.

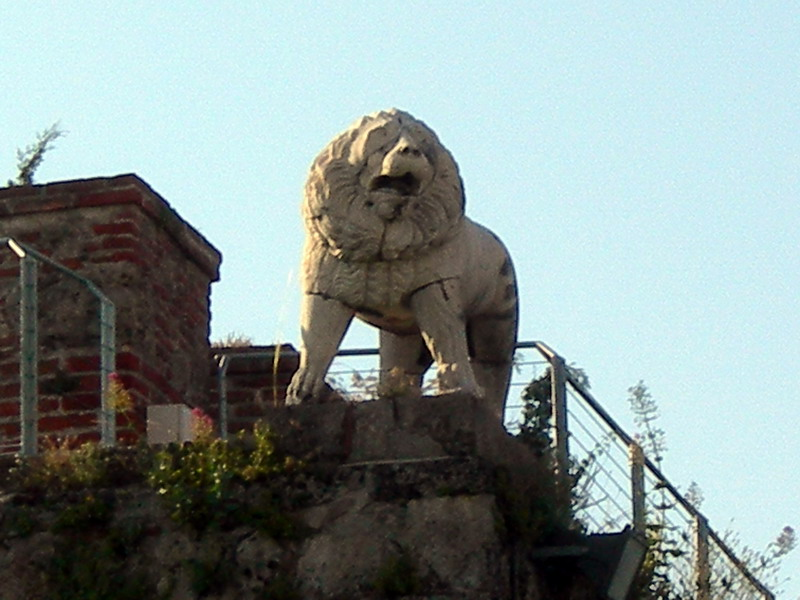
Il leone etrusco